# Mozarabe
Pour la langue, voir Langue mozarabe.
Ne doit pas être confondu avec Zarabes.
Mozarabe (de l’arabe musta’rib, مستعرب, qui signifie « arabisé ») est le nom donné dans le monde latin aux chrétiens vivant sur le territoire d'Al-Andalus.
En Al Andalus, il a probablement désigné l'ensemble des populations arabisées n'ayant pas de filiation arabe : l'ensemble des chrétiens, mais aussi des juifs ou des berbères islamisés et arabisés.

## Signification du terme

### Sens originel
Le terme dérive de l'arabe al musta’rib, décrit par le lexicographe irakien al-Azharī du Xe siècle comme « celui qui n'a pas d'ascendance purement arabe mais qui s'est introduit parmi les arabes, parle leur langue et imite leur apparence ». Aucun texte andalou le mentionnant ne nous est parvenu. En Al Andalus, il est probable que ce terme ait été utilisé de façon large, pour désigner les individus parlant arabe mais n'ayant pas de filiation arabe : l'ensemble des chrétiens, mais aussi des juifs ou des berbères islamisés et arabisés.
« [En Alandalus]
La palabra, por tanto, estaba desprovista de cualquier significación religiosa, designando “tan solo” al arabizado lingüística y culturalmente. 
[...]
Es decir, los cristianos andalusíes eran, en su mayoría, mozárabes, pero no eran los únicos mozárabes. Los judíos arabizados también lo eran, al igual que los bereberes islamizados y arabizados, o los hispanos convertidos al islam y, una vez más, arabizados.
[...]
En el caso cristiano, Eva Lapiedra ya recogió en su Cómo los musulmanes llamaban a los cristianos hispánicos (Alicante, 1997) todos los términos que en las crónicas árabes se referían a ellos, destacando como referencia religiosa el de naṣrānī, nazareno/cristiano. »
— Javier Albarrán 2018, Los supuestos «mozárabes» y el destino de los cristianos de al-Andalus

« [En Alandalus]
Le mot, donc, est dépourvu d'une quelconque signification religieuse, et désigne « seulement » l'arabisé linguistique et culturel.
[...]
C'est-à-dire que les chrétiens andalusis étaient, en majorité, mozarabes, mais ils n'étaient pas les seuls mozarabes. Les juifs arabisés l'étaient aussi, tout autant que les berbères islamisés et arabisés ou les hispaniques convertis à l'islam, et, une fois encore, arabisés.
[...]
Dans le cas chrétien, Eva Lapiedra a déjà listé dans « Comment les musulmans appelaient les chrétiens hispaniques » (Alicante, 1997) tous les termes des chroniques arabes qui leur faisaient référence, mettant en évidence pour la partie religieuse les termes « naṣrānī, nazaréen/chrétien » »
— Los supuestos «mozárabes» y el destino de los cristianos de al-Andalus

### Historiographie chrétienne
Hors d'Al Andalus, dans les territoires sous domination chrétienne, le terme est utilisé spécifiquement pour désigner les chrétiens mozarabes, c'est-à-dire les chrétiens de langue arabe vivant en territoire d'Islam. Il s'agit de « la “christianisation” historiographique du terme “mozarabe” » qui aboutit au binôme christianisme/arabisation qui perdure jusqu'à aujourd'hui.

## Statut des chrétiens mozarabes
Cyrille Aillet précise que le terme est utilisé par les chrétiens et s'applique aussi aux chrétiens de langue arabe vivant en Afrique. Dans Al Andalus ces populations sont rarement évoquées, et sous le vocable نَصَارَى naṣāra  - (Chrétien, nazaréen) - ou عجم ‘ajam  (étranger, non-arabe) « mais rarement, comme s’il s’agissait d’un grumeau
d’ignorance en voie de liquidation ». Le second terme donne notamment le terme espagnol aljamiado langue romane écrite avec des caractères arabes et utilisée par les mozarabes.
Les chrétiens mozarabes avaient dans la société arabe le statut de dhimmi, statut de protégé, de statut inférieur, soumis à des impositions spécifiques appliquées de manière inégalement rigoureuse selon les périodes. Ils partageaient ce statut avec les Juifs, en tant que gens du Livre. José-Vicente Niclós y Albarracin répertorie de nombreuses humiliations et injustices imposées par ces juristes, et S. Fanjul inventorie les restrictions et obligations documentées et associées par le statut de dhimmi, phénomènes qui augmentent durant le XIe siècle. Par ailleurs, la déchristianisation est rapide. L'église mozarabe se concentre en Bétique et il n'est trouvé aucun élément sur une présence chrétienne à Tolède entre 893 et 1067. De façon générale, les historiens Bernard Lewis, S.D. Goitein et Norman Stillman, s'accordent à dire que le statut de dhimmi auquel étaient soumis les juifs et les chrétiens était un statut manifestement inférieur, et qui s'est dégradé au fur et à mesure de la baisse de leur importance numérique et de la pression militaire des Etats chrétiens sur les Etats musulmans. Leur culture, leur organisation politique et leur pratique religieuse étaient tolérées et assorties de protection légale. Les Mozarabes versaient, en outre, un impôt, la djizya.

## Les chrétiens mozarabes

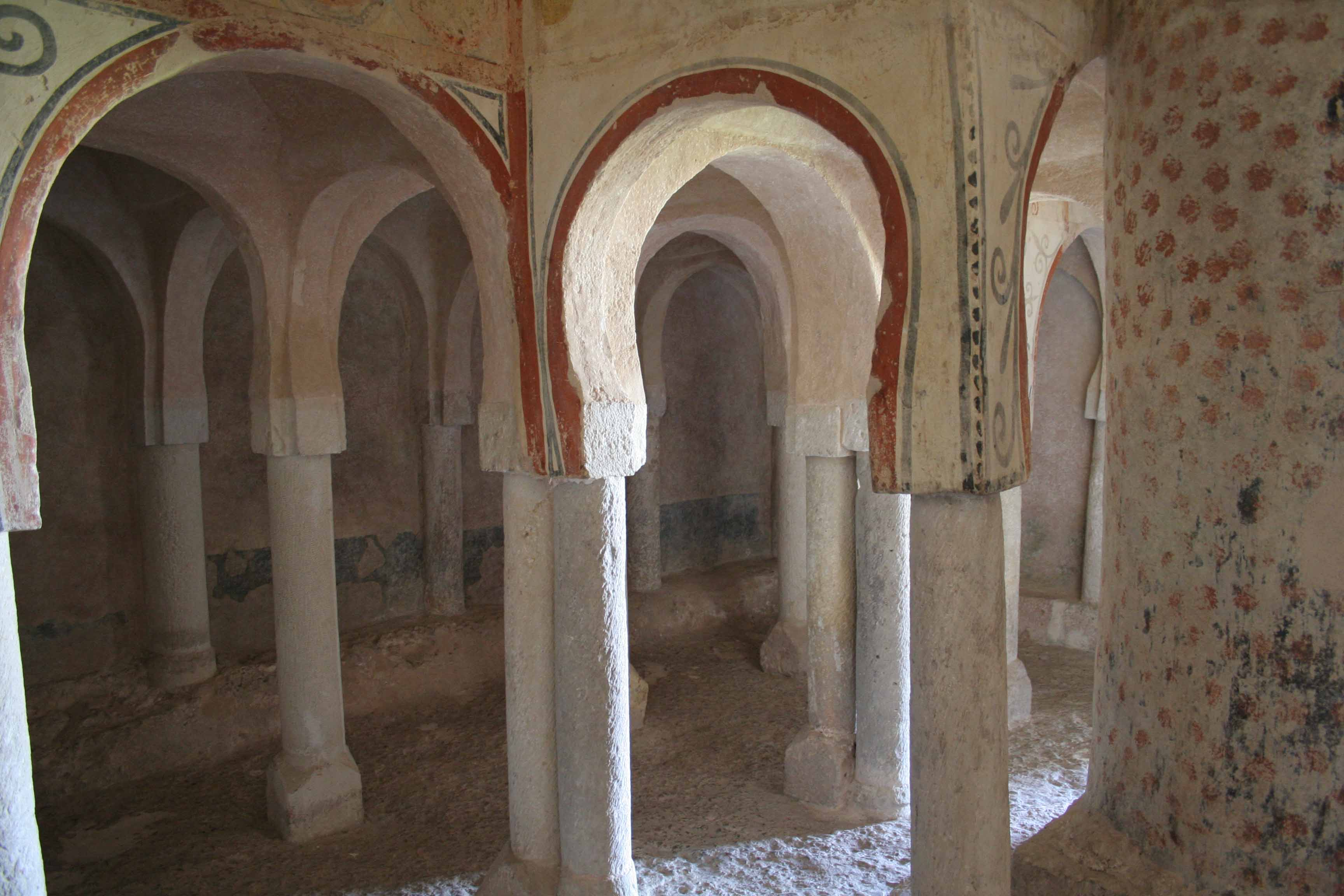
San Baudelio de Berlanga.

Les chrétiens mozarabes avaient été rattachés à l’archevêché de Tolède. Leur culte étant toléré, l'église mozarabe se concentre dans la Bétique avec 9 puis 5 évêchés, et de nombreux monastères. Elle reste présente dans la marche supérieure et est déstructurée dans le Levant.
Leur liturgie, celle de saint Isidore de Séville, est connue sous le nom de rite mozarabe : cette liturgie en latin est restée en vigueur dans le diocèse de Tolède, avant la montée en puissance du rite romain au XIe siècle. Ce rite est aujourd'hui célébré dans la chapelle mozarabe de la cathédrale. Même si elle maintient un temps le latin comme langue liturgique, l'arabe devient rapidement la langue des lecteurs. Les clercs de Cordoue traduisent en arabe les Psaumes en 889. Il est probable que la plupart de ses membres parlaient mal ou pas du tout le latin mais arabe comme l'attestent les lexiques annotés en arabe retrouvés. L'influence de l'art islamique dans l'art religieux mozarabe est majeure, notamment s'agissant des représentations humaines, mais aussi des représentations zoomorphes et naturalistes (statues, fresques, piliers en forme de palmier, etc). Elle appelle toutefois les questions politiques soulevées par l'iconoclasme : les personnages au sommet des chapiteaux de la mosquée de Cordoue, caractéristiques du dernier agrandissement du temple par Almanzor, peuvent passer tant pour des sages musulmans que pour des saints chrétiens.
L’art mozarabe témoigna de cette époque, avec un style islamique mais des thèmes qui restèrent chrétiens. Les influences de l'art des musulmans se ressentaient particulièrement dans l'utilisation des entrelacs végétaux, taillés dans le stuc pour décorer une architecture, par exemple. Il reste aujourd'hui très peu d'édifices de pur style mozarabe, excepté quelques églises, disséminées sur le territoire espagnol, en particulier aux environs de Tolède, San Sebastián, Santa Eulalia et surtout Santa María de Melque, la plus remarquable du IXe siècle.
Une longue rébellion se produisit entre 852 et 886. On accusa un certain nombre de chrétiens d'avoir publiquement blasphémé contre Mahomet et l'islam : la répression fut brutale et l'émir Mohammed Ier (852 - 886) ne laissa d'alternative à ses sujets rebelles que la conversion à l'islam, la mort ou la fuite. À la suite de ce régime de terreur, les villes comme Burgos et Urbiena en 882, Zamora en 893, durent être repeuplées par des Mozarabes venus de Tolède. L'église mozarabe est proche des rébellions des Muladis (chrétiens récemment islamisés) suspects d'être des chrétiens occultes et qui tentent de faire sécession de 899 à 928 sous le commandement d'Omar Ben Hafsun.
De nombreux Mozarabes, comme l'évêque Recemund, parlaient l'arabe et beaucoup adoptèrent des noms et des coutumes arabes, exerçant en retour une influence certaine sur leurs suzerains. Le phénomène allant en s'accentuant : la langue mozarabe, évoquée dès le VIIIe siècle, décline fortement au profit de l'arabe et semble disparaître d'Al-Andalus avec l'expulsion des Mozarabes du cœur d'Al-Andalus en 1126,.
Politiquement, de nombreux Mozarabes participent activement à la Reconquista, semblent fidèles aux idéaux de l'empire romain et assument leur identité. À Valence ils collaborent avec le Cid. En 1124, ils lancent un appel depuis la Bétique au roi d'Aragon Alphonse le Batailleur. Celui-ci mène une expédition à travers le Levant, la vallée du Guadalquivir et jusqu'à Grenade (1125-1126) et de nombreux Mozarabes le suivent à son retour en Aragon. En réaction, les autorités almoravides décident en 1126 l'expulsion  vers le Maroc des Mozarabes du centre d'Al-Andalus refusant de se convertir,.
Parmi les Mozarabes célèbres se trouve Sisnando Davidiz (en) (mort le 25 août 1091), comte de Portugal et dont Abdallah ben Bologhin (roi de Grenade) explique qu'il lui a prophétisé l'expulsion des Arabes de la péninsule.

#### Ouvrages
- Cyrille Aillet, Les Mozarabes : Christianisme, islamisation et arabisation en péninsule Ibérique (IXe – XIIe siècle), Madrid, Casa de Velázquez, 2010, 418 p. (ISBN 978-84-96820-30-2 et 84-96820-30-0, lire en ligne) [présentation] [aperçu]
- (es) José-Vicente Niclós y Albarracin, Tres culturas, tres religiones : convivencia y diálogo entre judíos, cristianos y musulmanes en la peninsula iberica, Salamanque, Editorial San Esteban, 2001 (ISBN 84-8260-074-5)
- (es) Emilio Cabrera, « Musulmanes y cristianos en Al-Andalus », Mozárabes. Identidad y continuidad de su historia, Universidad de Córdoba,‎ 2011 (lire en ligne)
- Javier Albarrán, « Los supuestos «mozárabes» y el destino de los cristianos de al-Andalus », Al Andalus y la Historia, Universidad Autónoma de Madrid,‎ 11 juillet 2018 (lire en ligne)

#### Articles
- Pierre Guichard, « Les Mozarabes de Valence et d'Al-Andalus entre l'histoire et le mythe », Revue de l'Occident musulman et de la Méditerranée, no 40,‎ 1985, p. 17-27 (lire en ligne)
- Vincent Lagardère, « Communautés mozarabes et pouvoir almoravide en 519 H/1125 en Andalus », Studia Islamica, no 67,‎ 1988, p. 99-119 [première page]
- Mikel de Epalza, « Les mozarabes. État de la question », Revue du monde musulman et de la Méditerranée, nos 63-64,‎ 1992, p. 39-50 (lire en ligne)
- Adnan Sebti, « L'histoire oubliée des mozarabes », Zamane, nos 10-11,‎ août-septembre 2011, p. 54-57